# Craig Goodwin
Craig Alexander Goodwin (født 16. december 1991) er en australsk professionel fodboldspiller, som spiller for Saudi Professional League-klubben Al-Wehda og Australiens landshold.